# Jilma Madera
Lilia Jilma Madera Valiente (18 septembre 1915 - 21 février 2000) est une sculptrice cubaine réputée. Ses deux œuvres les plus célèbres sont le Christ de La Havane et le buste de José Martí au pico Turquino.

## Biographie
Jilma Madera est née le 18 septembre 1915, dans une famille aisée de la ville de San Cristóbal de la province de Pinar del Río. Elle effectue ses études à La Havane et obtient une maîtrise en économie domestique en juin 1936. Puis Jilma Madera travaille pendant 25 ans dans une école. Pendant les vacances d'été elle suit des cours de pédagogie à l'Université de La Havane et en anglais à l'Université Columbia de New York. Ainsi elle est professeur d'anglais dans plusieurs établissements à La Havane,.
Son intérêt des arts plastiques l’a conduit à s’inscrire dans une académie des arts, ce qui lui permet de développer ses passions. Elle intègre l'académie Nationale des Beaux-Arts San Alejandro à La Havane. Elle est l'élève notamment de Juan José Sicre (en), Armando Maribona, Enrique Carabia. Elle s'y fait remarquer et reçoit divers prix. Devenue professeur de dessin et de modélisation, elle se spécialise dans la sculpture. Elle voyage à travers plusieurs pays d’Amérique et d’Europe. Au Mexique, elle découvre la culture préhispanique. En 1947, Jilma Madera rejoint New York et y réalise des œuvres en marbre, bronze et terre cuite. Elle est alors l'élève du sculpteur espagnol José de Craft,.
Jilma Madera participe à des expositions collectives, entre 1939 et 1955, au Salón de Bellas Artes, au Lyceum de La Havane, au Centro Asturiano et au musée national des Beaux-Arts .
En 1960, victime d'un glaucome Jilma Madera arrête de travailler à la création d'œuvres artistiques, elle se consacre alors dans la vie culturelle de La Havane. En 1961, pendant la révolution cubaine, elle rejoint la campagne d'alphabétisation en tant qu'enseignante,.
Jilma Madera  est morte à La Havane le 21 février 2000.

## Principales œuvres
Le musée de  de San Cristóbal  regroupe 775 objets liés à la vie de Jilma Madera dont 480 photographies qui jalonnent les principales étapes de sa vie. Il est notamment présenté la mise en situation du buste de José Marti sur le Pico Turquino, l'investissement de Jilma Madera auprès des ouvriers de Carrare en Italie pour la réalisation du Christ de La Havane. Elle sculpte « El Pacto del silencio », situé dans le Cacahual, et les sculptures de Finlay, Cervantes et Shakespeare. Ses deux œuvres les plus connues sont le buste de José Marti et le Christ de La Havane.  

### Buste de José Martí
En 1952, elle réalise le buste de José Marti. En 1953, à l'occasion du centenaire de sa naissance, il est décidé de placer ce buste au Pico Turquino, sommet le plus haut de Cuba, culminant à 1 974 mètres. L'installation est possible avec le soutien de son amie Celia Sánchez, héroïne de la révolution cubaine, et du père de cette dernière Manuel Sánchez Silveira.  Le buste se trouve aussi à l'entrée du musée de la Révolution de La Havane.

### Christ de La Havane

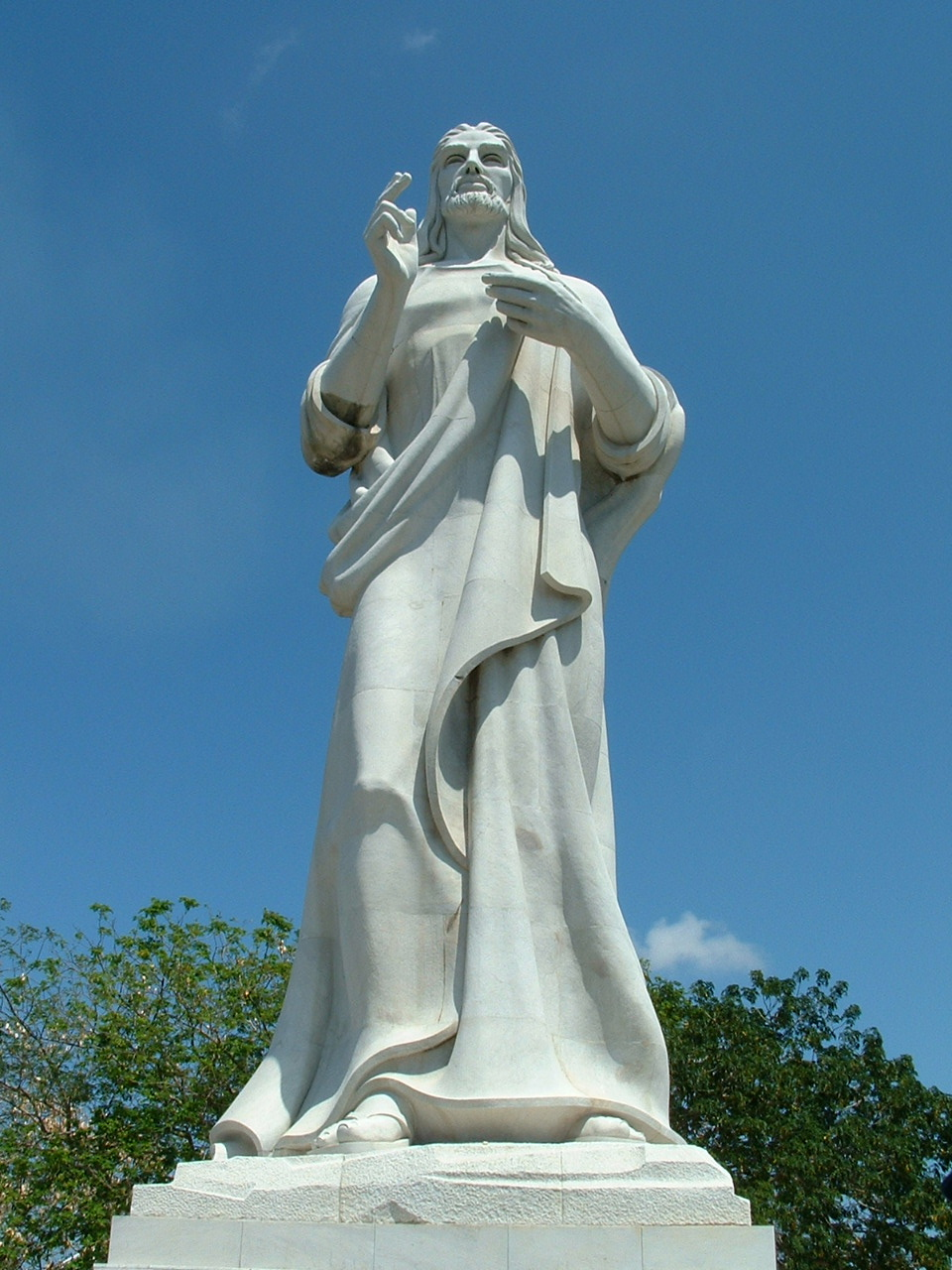
Christ de La Havane.

Marta Fernandez Miranda de Batista épouse de Fulgencio Batista, craignant pour la vie de son mari s’engage à faire construire une sculpture du Christ qui pourrait être vue de l’ensemble des habitants de La Havane si son époux n’est pas tué par les opposants au régime. En 1956 Jilma Madera gagne le concours pour construire le monument. Elle se déplace en Italie pendant deux ans pour réaliser celui-ci. Une fois terminée la sculpture est bénie par le Pape Pie XII avant de partir pour Cuba en bateau en 1958. Le cardinal Manuel Arteaga y Betancourt, archevêque de La Havane, inaugure la sculpture le 24 décembre 1958,. Contrairement à la Statue du Christ Rédempteur de Rio de Janeiro au Brésil, Jilma Madera s'inspire de son idéal d'homme cubain. Elle sculpte un visage aux traits virils, aux lèvres charnues, avec des « yeux obliques qui parlaient d'eux-mêmes », en tongs et au nez grec, un « Christ comme le grand amour de sa vie ».